# Nguyễn Hồng Siêm
Nguyễn Hồng Siêm (sinh ngày 20 tháng 8 năm 1956) là một thầy thuốc nhân dân người Việt Nam. Ông còn là chủ tịch Hội Đông Y thành phố Hà Nội, phó Chủ tịch Hội Đông y Việt Nam.

## Thân thế và sự nghiệp
Nguyễn Hồng Siêm sinh năm 1956, nguyên quán ở xã Lệ Xá, huyện Tiên Lữ, tỉnh Hưng Yên. Từ nhỏ, ông đã có niềm đam mê dành cho nghề y. Ông đã học và thi đậu Trường Đại học Y Hà Nội chuyên ngành Đông y. Trong những năm đầu công tác ngành Y học, Nguyễn Hồng Siêm làm việc tại Trung tâm Y tế thị xã Cam Đường, tỉnh Lào Cai. Tại đây, ông thường đến các bản ở vùng sâu vừa chữa bệnh, vừa giúp người dân nâng cao nhận thức về việc chăm sóc sức khỏe. Qua đó, ông có được kinh nghiệm trong ngành nghề và nghiên cứu ra những bài thuốc kết hợp điều trị giữa Đông y và Tây y.
Sau 9 năm công tác tại Bệnh viện thị xã Lào Cai, Nguyễn Hồng Siêm được chuyển về công tác tại khoa Y học cổ truyền, Bệnh viện Đa khoa tỉnh Hà Tây (nay là Bệnh viện Đa khoa Hà Đông). Trong năm 1988, ông đã chữa khỏi cho hơn 100 ca phục hồi di chứng vận động tâm thần sau hội chứng não cấp, đồng thời tham gia cùng một số tác giả xuất bản 8 tựa sách chuyên môn về y học cổ truyền Việt Nam.
Vào tháng 10 năm 2017, Nguyễn Hồng Siêm khai trương phòng khám Tuệ Tĩnh Đường tại huyện Sóc Sơn. Sau 3 tháng, phòng khám này đã thực hiện việc khám chữa bệnh cho hơn 1000 lượt người với số tiền trợ giúp người bệnh hơn 150 triệu Đồng. Năm 2021, sau khi kết hợp với một tập đoàn dược phẩm Nhật Bản, Nguyễn Hồng Siêm đã điều chế thành công một loại viên sủi sử dụng hoạt chất corosolic trong lá bằng lăng có công dụng tương tự insulin, được sử dụng trong điều trị bệnh tiểu đường. Cùng năm, ông bị một sản phẩm mạo danh về công dụng chữa xương khớp. Ông cũng đã lên tiếng về hành vi giả danh hoặc trục lợi y tế trên một số trang báo điện tử.
Hiện nay, Nguyễn Hồng Siêm mở phòng khám riêng để khám và điều trị cho số lượng lớn bệnh nhân. Đồng thời, ông còn tham gia vào quá trình giảng dạy chuyên ngành Đông y tại một số trường đại học. Đề tài khoa học "Đánh giá thực trạng chất lượng một số dược liệu thường dùng trong thuốc cổ truyền trên địa bàn thành phố Hà Nội" thực hiện từ năm 2010 đến 2012 được nghiệm thu với 100% số phiếu của hội đồng nghiệm thu khoa học thành phố Hà Nội. Đề tài này sau được Bộ Y tế Việt Nam ứng dụng trong việc quản lý, phân phối và sử dụng dược liệu trong thuốc y học cổ truyền, đặc biệt là dược liệu được nhập từ Trung Quốc.

## Thành tích
Năm 2008, Nguyễn Hồng Siêm được bầu làm Chủ tịch Hội Ðông y thành phố Hà Nội. Ông được Nhà nước Việt Nam phong tặng danh hiệu Thầy thuốc ưu tú tháng 2 năm 2010. Năm 2013, Nguyễn Hồng Siêm được trao tặng Huân chương Lao động hạng ba. Năm 2017, ông được Chủ tịch nước trao tặng danh hiệu Thầy thuốc Nhân dân và Ủy ban Nhân dân thành phố Hà Nội trao tặng danh hiệu Công dân Thủ đô ưu tú.